# 九江车务段

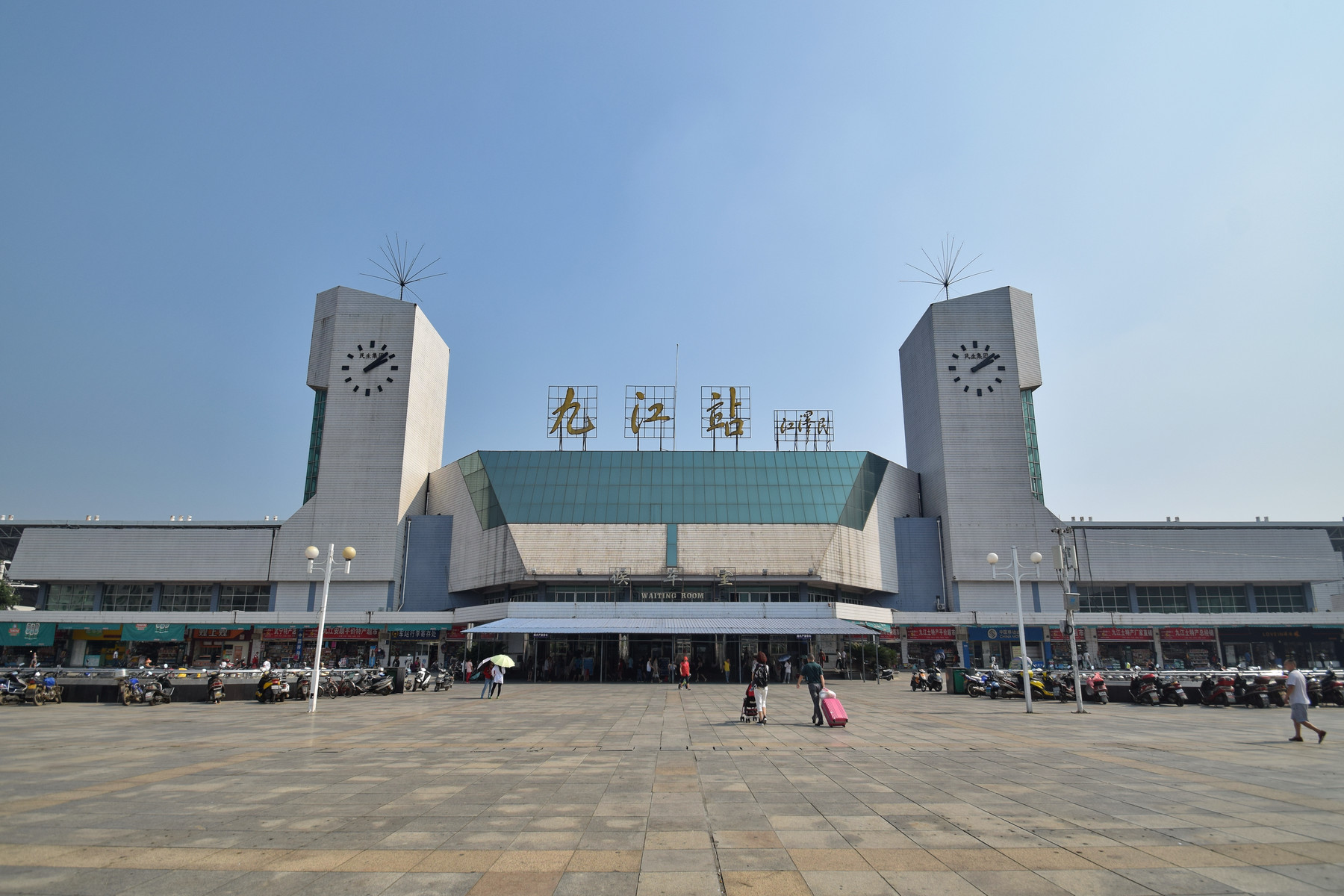
九江车务段总部设在九江站旁（图右方向）

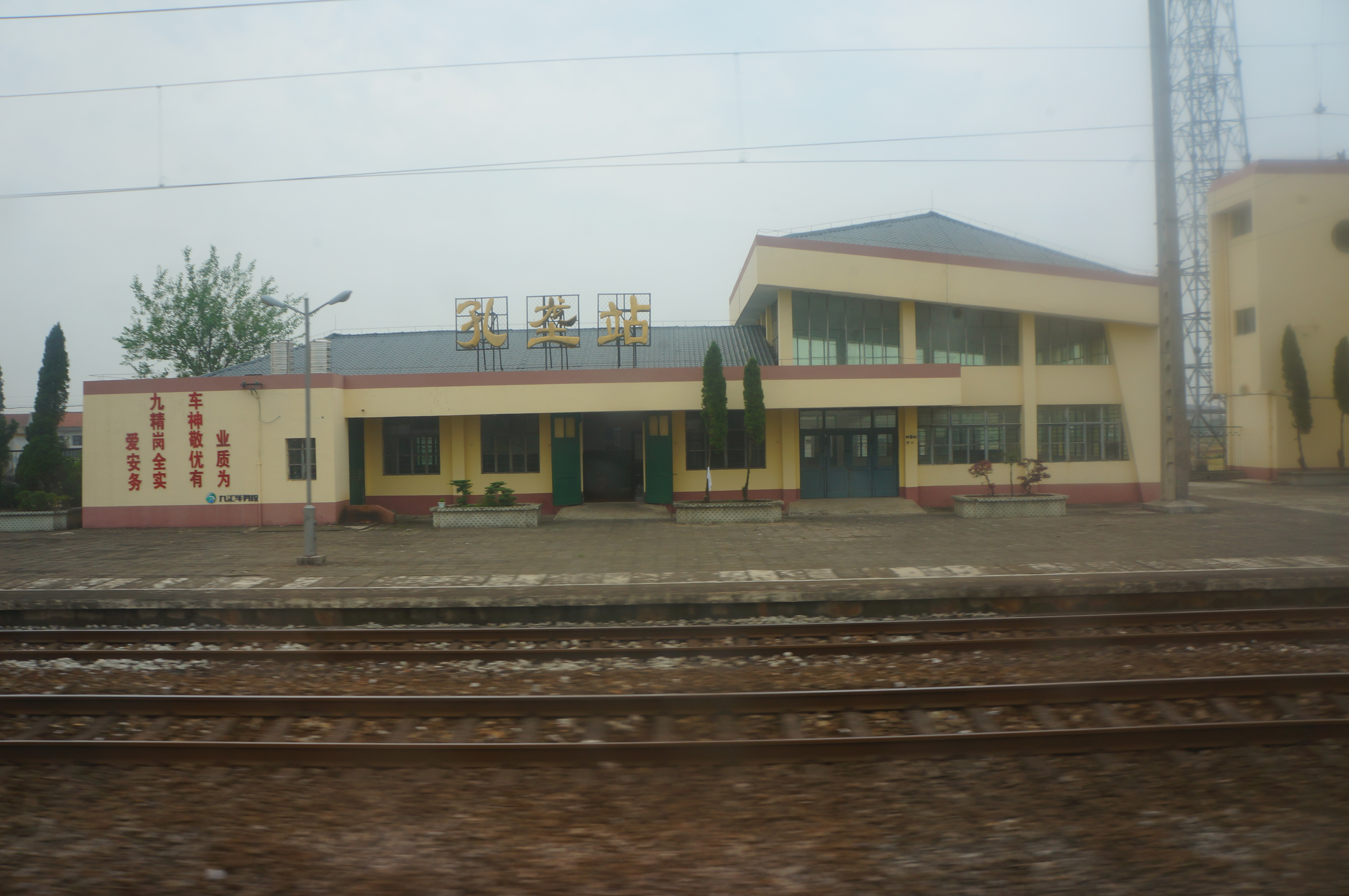
孔垄站是京九铁路进入南局九江车务段管辖段的第一站，站房上挂有九车标语

九江车务段是南昌铁路局的一个直属段，总部位于江西省九江市濂溪区五里街道长虹大道236号，即九江站广场西南侧。

## 历史
- 2000年年底辖22个车站[1]。
- 2003年年底辖22个车站，涉及京九线、武九线、合九线、九炼线[2]。
- 2004年12月13日将九江车务段和沙河街北站合并为九江西直属站[3]。
- 2006年3月20日18时起将被撤销的南昌车务段原管辖的京九线乐化、新祺周、永修、杨家岭、军山、共青城、德安、高塘、马回岭9个车站交给九江西直属站管辖，同时九江西直属站改名为九江车务段[4][5]。
- 2007年年底为九江车务段[6]。
- 2008年9月1日铜九线开通[7]，该线江西段车站归本段管辖[8]。
- 2008年年底辖28个车站。[9]
- 2010年年底辖25个车站[10]，2011年年底同[11]，2012年年底同[12]。

## 所辖车站
- 京九线：孔垄-乐化；武九线：九里垄-夏畈[13]；铜九线：琵琶湖-泉山站[14]-马垱；总长度约300公里的营业里程，设28个站、室、队等[15]。